# Greifswalder Mitteilungen
Greifswalder Mitteilungen ist der Sammelbegriff für zwei wissenschaftliche Publikationsreihen zur Vorgeschichtsforschung an der Universität Greifswald.
Begründet hat die unperiodisch erscheinende Reihe 1924 der Greifswalder Klassische Archäologe Erich Pernice. Sie wurde weitergeführt von Wilhelm Petzsch und erschien im Universitätsverlag Ratsbuchhandlung L. Bamberg in Greifswald.
- 1/1924 – 4/1930: Mitteilungen aus der Sammlung vaterländischer Altertümer der Universität Greifswald
- 5/1931 – 7/1935: Mitteilungen aus der Sammlung vorgeschichtlicher Altertümer der Universität Greifswald
- 8/1935 – 9/1936: Mitteilungen aus der Sammlung des Vorgeschichtlichen Seminars der Universität Greifswald
- 10/1937 – 12/1940: Mitteilungen aus dem Vorgeschichtlichen Seminar der Universität Greifswald

1995 wurde von Günter Mangelsdorf eine neue Schriftenreihe unter dem Titel Greifswalder Mitteilungen – Beiträge zur Ur- und Frühgeschichte und Mittelalterarchäologie begründet. Sie erschien bis zu ihrer Einstellung 2005 in der Peter Lang Verlagsgruppe.
Es erschienen:
- Band 1: Günter Mangelsdorf (Hrsg.): Die Insel Usedom in slawisch-frühdeutscher Zeit. 1995, ISBN 978-3-631-49302-1
- Band 2: Günter Mangelsdorf (Hrsg.): Tradition und Fortschritt archäologischer Forschung in Greifswald. 1997, ISBN 978-3-631-31272-8
- Band 3: Günter Mangelsdorf (Hrsg.): Von der Steinzeit zum Mittelalter. 1999, ISBN 978-3-631-35118-5
- Band 4: Ulrich Müller (Hrsg.): Handwerk – Stadt – Hanse. Bd. 4, 2000, ISBN 978-3-631-36400-0
- Band 5: Günter Mangelsdorf (Hrsg.): Aus der Frühgeschichte des südwestlichen Ostseegebietes. 2002, ISBN 978-3-631-38151-9
- Band 6: Günter Mangelsdorf (Hrsg.): Göritz – eine mittelalterliche Wüstung des 12./13. Jahrhunderts in Brandenburg. 2003, ISBN 978-3-631-50991-3
- Band 7: Felix Biermann, Günter Mangelsdorf (Hrsg.): Die bäuerliche Ostsiedlung des Mittelalters in Nordostdeutschland. 2005, ISBN 978-3-631-54117-3